# Glacier Academy
Le glacier Academy est un glacier de la chaîne Pensacola situé en Antarctique.
Il est cartographié par l'Institut d'études géologiques des États-Unis d'après des relevés et des photos aériennes prises par l'US Navy en 1956-1966, et il est nommé par l'US-ACAN en l'honneur de l'Académie nationale des sciences qui a joué un rôle important dans la planification des programmes d'étude américains en Antarctique.